# Omar Browne
Omar Browne est un footballeur international panaméen né le 3 mai 1994 à Panama. Il joue au poste de milieu de terrain ou d'ailier à l'Independiente de La Chorrera.

## Biographie

### Carrière en club
Omar Browne s'illustre lors de la Ligue des champions de la CONCACAF 2019 en marquant deux buts en deux rencontres contre le Toronto FC en huitièmes de finale, puis en délivrant une passe décisive en quart de finale contre le Sporting Kansas City.
En avril 2019, Omar Browne est prêté avec option d'achat à l'Impact de Montréal en MLS. Moins de quatre mois plus tard, l'Impact met fin au prêt de Browne qui retourne au Panama. Browne a disputé 11 matchs et inscrit 3 buts avec le onze montréalais.

### Carrière en sélection
Avec les moins de 17 ans, il participe à la Coupe du monde des moins de 17 ans en 2011. Lors du Mondial junior organisé au Mexique, il joue deux matchs, contre le Burkina Faso et l'Équateur. Le Panama s'incline en huitièmes de finale face au pays organisateur.
Browne reçoit sa première sélection en équipe du Panama le 17 avril 2018, en amical contre Trinité-et-Tobago (victoire 0-1). Par la suite, le 21 novembre de la même année, il délivre sa première passe décisive, en amical contre l'Équateur (défaite 1-2).

## Palmarès
- Champion du Panama en 2016 avec le Plaza Amador (Tournoi de clôture) et en 2018 (Tournoi de clôture) avec le CAI La Chorrera